# Mercedes-Benz W142
Mercedes-Benz 320 är en personbil, tillverkad av den tyska biltillverkaren Mercedes-Benz mellan 1936 och 1942.
I februari 1937 efterträdde 320 den tidigare 290-modellen. Den nya bilen hade modernare karosser, större motor och fyrväxlad växellåda. I övrigt var den i stort identisk med företrädaren. Hösten 1938 infördes en större motor. Den allt sämre bensinkvaliteten tvingade Mercedes-Benz att sänka kompressionen och toppeffekten var densamma som den äldre motorn.

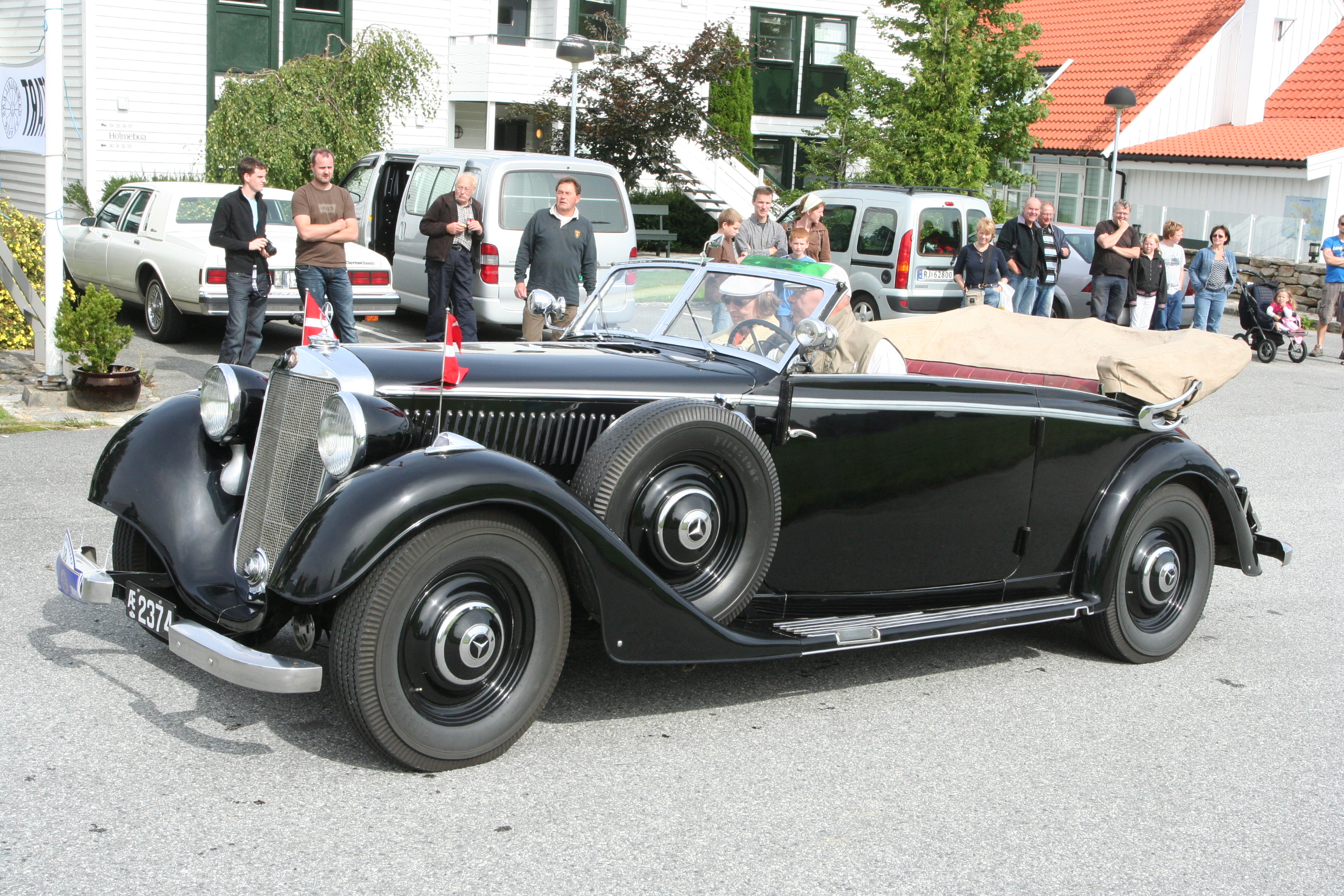
1938 Mercedes Benz 320 B Cabriolet på Utstein, Norge, den 1. August 2009

Motor
| Modell | Motor                   | Cylindervolym | Effekt | Bränslesystem   |
| ------ | ----------------------- | ------------- | ------ | --------------- |
| 320    | M142: 6-cyl radmotor sv | 3208 cm³      | 78 hk  | Enkel förgasare |
| 320    | M142: 6-cyl radmotor sv | 3405 cm³      | 78 hk  | Enkel förgasare |

Tillverkning
| Modell | Antal |
| ------ | ----- |
| 320    | 5 097 |